# Dammtjärnen (Hassela socken, Hälsingland)
Dammtjärnen är en sjö i Nordanstigs kommun i Hälsingland och ingår i Harmångersåns huvudavrinningsområde.